# Danse macabre (Saint-Saëns)
De Danse macabre is een symfonisch gedicht van de Franse componist Camille Saint-Saëns (1835-1921). Het werk ging op 24 januari 1875 in première onder Édouard Colonne. Voorloper van het orkestwerk was een lied met pianobegeleiding uit 1872.

## De muziek
Het muziekstuk is gebaseerd op het gelijknamige, hieronder in het Nederlands vertaalde, gedicht van Henri Cazalis (1840-1909). 'Danse Macabre' staat voor dodendans. Opvallend in deze compositie is met name het gebruik van de xylofoon, een instrument dat de indruk wekt alsof de muziek wordt uitgevoerd door menselijke skeletten.
De compositie opent met twaalf middernachtelijke klokslagen, gespeeld op een harp (een verwijzing naar een klok die 12 uur middernacht slaat, het begin van het spookuur). De opmaat door cello's en contrabassen introduceren vervolgens de Dood, die het kerkhof op komt lopen en de gestorvenen uit hun graven wekt. De Dood opent zijn vioolpartituur met een melodie in een verminderde kwint, ook wel duivelsinterval genoemd (G-D-A-Es in plaats van de reguliere vioolstemming G-D-A-E).
Via een thematische opbouw van strijkinstrumenten bereikt het stuk zijn majestuoso; in de verbeelding komen meer en meer doden uit hun graven en beginnen met elkaar te dansen. Een arme man danst met een rijke vrouw, na de dood bestaat er immers geen enkel verschil meer in sociale klassen. Steeds voller en heftiger klinkt de melodie, alsof de skeletten door de wind worden opgejaagd, in het besef dat ze voor zonsopkomst teruggekeerd moeten zijn in hun graven. 
Wanneer uiteindelijk de haan kraait (gespeeld op een hobo), is de dans abrupt voorbij en duiken de gestorvenen allemaal terug hun graven in. Te horen is hoe de grafstenen weer dichtvallen. 
De Dood blijft als laatste achter, zittend op een grafzerk. Hij speelt op zijn viool een afscheidsmelodie en verlaat hierna het kerkhof.

## De Dodendans
Heen en weer, de Dood is in beweging

Raakt een graf met zijn hiel,

De Dood speelt te middernacht een dansdeuntje,

Heen en weer op zijn viool.

De winterwind fluistert en somber is de nacht

het gejammer betovert de lindebomen;

De witte skeletten schijnen dwars door de schaduw heen

De luchtstroom danst onder hun grote lijkwaden,

Heen en weer, iedereen is in de weer,

Je hoort het kloppen van de botten van de dansers,

een wulps stel zit op het mos

alsof ze genieten van voorbije genoegens.

Heen en weer, de dood gaat voort

Krassend op zijn schelle instrument.

Een gordijn schuift opzij: de danseres is naakt!

Haar danspartner omhelst haar liefdevol.

De dame is, zegt men, markiezin of barones.

En de groene minnaar een arme wagenmaker -

Jakkes! Zie hoe zij zich overgeeft

Alsof de lomperd een baron was!

Heen en heen, wat een sarabande!

Cirkels van doden geven elkaar een hand!

Heen en heen, in de bende zie je

De koning huppelen bij een boer!

Maar ssst! Plotseling stopt de rondedans,

Ze haasten, ze vluchten, de haan heeft gekraaid

O, de prachtige nacht voor de arme zielen!

En leve de dood en de gelijkheid!

## Trivia
- In het attractiepark Efteling vormde het symfonisch gedicht de leidraad voor de hoofdshow in het Spookslot. Daarnaast gebruikt het park de muziek als afsluiter van de watershow Aquanura en is de muziek te horen tijdens de voorstelling CARO die sinds september 2018 te zien is in het Efteling Theater. In 2024 opende de Efteling een nieuwe attractie op de plek van het voormalige Spookslot. De attractie heeft de naam Danse Macabre en ook in deze attractie vormt het stuk de leidraad van de show.
- Danse macabre is een veelvuldig gebruikt muziekstuk in moderne films en televisieseries als Shrek the Third, Jonathan Creek, Hugo, Ratched, Squid Game en Buffy the Vampire Slayer.
- De band Delain heeft een nummer uitgebracht getiteld Danse Macabre die verwijst naar deze dodendans.
- De band Epica heeft in samenwerking met de Efteling een nummer ontwikkeld, geïnspireerd op Danse Macabre. Het nummer heet: The Ghost in Me (Danse Macabre).  [1]